# لیندزی مورگان
لیندزی مورگان (به انگلیسی: Lindsey Morgan؛ زادهٔ ۲۷ فوریهٔ ۱۹۹۰) یک هنرپیشه اهل ایالات متحده آمریکا است. وی از سال ۲۰۱۰ میلادی تاکنون مشغول فعالیت بوده‌است. او بیشتر برای ایفای نقش ریون ریز در مجموعه تلویزیونی ۱۰۰ نفر شناخته می‌شود. وی در سال ۲۰۱۳ نامزد جایزه امی ساعات پربیننده برای بازی در مجموعه بیمارستان عمومی شد.

## فیلم‌شناسی

### سینمایی
| سال  | فیلم          | نقش     | یادداشت |
| ---- | ------------- | ------- | ------- |
| ۲۰۱۱ | بازداشت       | الکسیس  |         |
| ۲۰۱۳ | نیش عفاف      | نائومی  |         |
| ۲۰۱۷ | پشت آسمان شهر | رز      |         |
| ۲۰۱۸ | لاسو          | کیت     |         |
| ۲۰۱۸ | وقت تابستان   | دبی     |         |
| ۲۰۱۹ | داخل بازی     | استفانی |         |

### تلویزیون
| سال        | نام             | نقش      | توضیح                                                           |
| ---------- | --------------- | -------- | --------------------------------------------------------------- |
| ۲۰۱۲       | آشنایی با مادر  | لئورن    | قسمت : قطار مست                                                 |
| ۲۰۱۲-۲۰۱۳  | بیمارستان عمومی | کریستینا | نامزد جایزه امی ساعات پربیننده برای بهترین بازیگر زن سریال درام |
| ۲۰۱۴-اکنون | ۱۰۰ نفر         | ریون     |                                                                 |
| ۲۰۲۱       | واکر            | میکی     |                                                                 |